# Němčice (Svitavyi járás)
Němčice település Csehországban, a Svitavyi járásban. Němčice Sloupnice, Přívrat, Vlčkov, Česká Třebová és Litomyšl településekkel határos. Lakosainak száma 1038 fő (2024. január 1.).

## Népesség
A település lakosságának változását az alábbi diagram mutatja:
| Lakosok száma | 1505 | 1516 | 1420 | 1085 | 990  | 892  | 996  | 1009 | 1013 | 1038 |
|               | 1869 | 1890 | 1921 | 1950 | 1980 | 2001 | 2017 | 2019 | 2022 | 2024 |